# کیارتا جلی
کیارتا جلی (ایتالیایی: Chiaretta Gelli؛ ‏ ۲۴ اکتبر ۱۹۲۵ – ۲۹ نوامبر ۲۰۰۷) بازیگر و خواننده اهل ایتالیا بود. او یکی از چندین بازیگر جوان ایتالیایی بود که به عنوان ستاره‌ای شبیه به دیانا دربین، بازیگر کانادایی ساکن هالیوود، مطرح شد.
از فیلم‌ها یا مجموعه‌های تلویزیونی که وی در آن‌ها نقش داشته است، می‌توان به هتل لونا، اتاق ۳۴ اشاره نمود.